# Day & Age
Day & Age este al treilea album al trupei americane de rock alternativ The Killers, lansat pe data de 19 noiembrie 2008 în Marea Britanie, SUA și Canada. A intrat direct pe locul întâi în UK Albums Chart, cu peste 200.000 de copii vândute în prima săptămână (devansând mult-așteptatul album Chinese Democracy al celor de la Guns N' Roses. În Statele Unite a intrat direct pe locul 6 în Billboard 200, și ulterior a câștigat Discul de Platină în Australia, și Discul de Aur în SUA și Grecia.
Producătorul albumului, Stuart Price, lucrase înainte la niște remixuri ale pieselor trupei, dar The Killers nu s-au întâlnit cu el până nu l-au contactat la Londra în 2007. Au luat cina, apoi s-au dus în studio și au înregistrat single-ul „Human” în numai două ore.
Creatorul artwork-ului albumului este Paul Normansell. Potretele membrilor apar pe coperta CD-ului și pot fi zărite și în clipul „Human”. Pe 8 decembrie 2008, revista Rolling Stone a declarat coperta Day & Age cea mai bună copertă de album din 2008.
În 2009, The Killers au fost nominalizați atât la Brit Awards („Cel mai bun album internațional” - Day & Age și „Cea mai bună formație internațională”), cât și la Premiile NME, la categoriile „Cea mai bună trupă internațională” (premiu pe care și l-au adjudecat), „Cea mai bună trupă live”, „Cel mai bun album” (Day & Age), „Eroul anului” (Brandon Flowers), „Cea mai bine îmbrăcată vedetă” (Brandon Flowers) și „Cea mai bună copertă” (Day & Age).

## Lista melodiilor
1. „Losing Touch” − 4:15
2. „Human” − 4:09
3. „Spaceman” − 4:44
4. „Joy Ride” − 3:33
5. „A Dustland Fairytale” − 3:45
6. „This Is Your Life” − 3:41
7. „I Can't Stay” − 3:06
8. „Neon Tiger” − 3:05
9. „The World We Live In” − 4:40
10. „Goodnight, Travel Well” − 6:51

### Melodie bonus pe edițiile britanică și australiană
1. „A Crippling Blow” − 3:36

### Melodii bonus pe ediția japoneză
1. „A Crippling Blow” − 3:37
2. „Forget About What I Said” − 2:57

### Melodii bonus pe iTunes (SUA și Canada)
1. #„Tidal Wave” − 4:13

„Forget About What I Said” − 2:57
„Human” (Thin White Duke Remix) (doar cu precomandă)

### Melodii bonus pe iTunes (Marea Britanie, Japonia și Australia)
1. „A Crippling Blow” − 3:37
2. „Forget About What I Said” − 2:57 (doar cu precomandă)

## Lirică și stiluri abordate
Albumul conține zece piese, și se distinge vizibil de precedentul album de studio, Sam's Town, fără a fi însă o simplă reeditare a albumului de debut din 2003, Hot Fuss - mai degrabă, după cum spune un critic, The Killers evoluează la un nou stagiu, confirmându-și statutul de „cameleoni ai muzicii rock”. Contrastul instrumental cu Sam's Town este evident încă de pe prima melodie de pe album, „Losing Touch” (pe care se evidențiază un complex de persecuție, după cum notează revista Rolling Stone).
O piesă care atrage atenția încă de la început este „Human”, care a fost lansată înainte de apariția propriu-zisă a albumului. Prin prisma acestei piese, decizia trupei de a colabora cu Stuart Price (a.k.a. Jacques Lu Cont) pare una extrem de inspirată. Sound-ul electronic este unul interesant („ca și cum Johnny Cash i-ar întâlni pe Pet Shop Boys”, spunea solistul Brandon Flowers într-un interviu pentru Rolling Stone), numai lirica, în special versul aparent fără sens Are we human, or are we dancer? (Suntem oameni sau suntem dansatori?) pare a suferi puțin.
Sound-ul pop se manifestă din plin pe piesa „Spaceman” (considerată o reimaginare a melodiei „Temptation” a celor de la New Order), ce aduce aminte de debuturile trupei, îmbogățindu-se cu influențe groove pe piesa „Joy Ride” (denumită de către musicradar.com „cel mai bun cântec al lui Brian Ferry pe care Brian Ferry nu l-a scris niciodată”), în vreme ce „This Is Your Life” are un refren de început ce amintește stilul tribal.
Două din cele mai mișcătoare piese de pe album sunt „A Dustland Fairytale” și „Goodnight, Travel Well”. „A Dustland Fairytale” vorbește despre părinții lui Brandon Flowers - și este aproape imposibil să nu fii impresionat de versurile tandre ale melodiei. „Goodnight, Travel Well” a fost scrisă imediat după moartea mamei chitaristului Dave Keuning și înfățișează lupta cu inevitabilitatea pierderii cuiva. Versurile Every word you've spoken, everything you said / Everything you left me, rambles in my head (traducere: Fiecare cuvânt pe care l-ai rostit, tot ceea ce ai spus / Tot ceea ce mi-ai lăsat mi se amestecă în minte) par a accepta pierderea definitivă, însă la scurt timp revolta izbucnește din nou: Stay, don't leave me, the stars can wait for your sign / Don't signal now (traducere: Rămâi, nu mă părăsi, stelele pot aștepta semnul tău / Nu face semn acum), pentru a se topi într-o renunțare plină de durere: Goodnight, travel well (traducere: Noapte bună, călătorie plăcută).
Brandon Flowers a declarat despre album: „E o continuare a conceptului de pe Sam's Town”, adăugând „E ca și cum te-ai uita la Sam's Town de pe Marte”. Întrebat de unde vine titlul albumului, Flowers a răspuns „Nu știu. Aștepți momentul potrivit. L-am așteptat să vină, și am știut că Day & Age era potrivit.” Titlul apare și pe două piese de pe album, respectiv „Neon Tiger” - Mister cut me some slack, cause I don't wanna go back, I want a new day and age (traducere aproximativă: Domnule, lasă-mă în pace, fiindcă nu vreau să mă întorc, vreau o nouă zi și o nouă eră) și „The World We Live In” - Well maybe I was mistaken, I heard a rumor that you quit this day and age (treducere aproximativă: Poate m-am înșelat, am auzit un zvon cum că părăsești această zi și această eră).

## Recenzii
În majoritate, recenziile au fost favorabile. „This is The Killers reclaiming their throne and we’re smiling like we mean it” (traducere aproximativă: „Aceștia sunt The Killers reclamându-și tronul și noi zâmbim ca și cum am simți-o”), scria în ClashMusic. Revista Rolling Stone aplauda de asemenea albumul, oferindu-i patru stele și jumătate din cinci. The Guardian denumea versurile pieselor The Killers „impenetrabile”, oferind exemple atât din Day & Age cât și din celelalte două albume - însă albumul era creditat cu patru stele.

## Poziții în topuri
- 1 (UK Singles Chart, Norvegia, Irlanda)
- 2 (Noua Zeelandă)
- 4 (Australia, Elveția)
- 6 (Billboard 200)
- 9 (Austria)
- 12 (Olanda)
- 14 (Suedia)
- 17 (Finlanda)